# Julius Thomsen
Asmus Julius Thomas Thomsen (ur. 7 lipca 1815 w Brunsholm, Esgrus, zm. 3 lutego 1896 w Kappeln) – duński lekarz, pisarz, poeta. Jako pierwszy opisał chorobę Thomsena: sam cierpiał na to schorzenie, i prześledził jego dziedziczenie we wcześniejszych pokoleniach swojej rodziny.

## Życiorys
Syn Jenseniusa Thomsena i Henriette Nicoline von Earner. Studiował na Uniwersytecie Christiana-Albrechta w Kilonii, Uniwersytecie Fryderyka Wilhelma w Berlinie i Uniwersytecie Kopenhaskim. Po otrzymaniu tytułu doktora medycyny w Kilonii w 1839 praktykował w Gelting, po roku w Sieseby, i od 1853 w Kappeln.
Jego syn Julius August Felix Thomsen (ur. 11 października 1851, zm. 5 marca 1905) również był lekarzem. Obaj pochowani są na cmentarzu w Gelting.

## Dorobek naukowy
W 1876 opisał genetyczną chorobę mięśni, znaną dziś jako choroba Thomsena. Publikację sprowokowało oskarżenie syna lekarza, również cierpiącego na miotonię, o symulację i próbę uniknięcia służby wojskowej. Opis spotkał się z uznaniem środowiska neurologów; Strümpell nazwał chorobę myotonia congenita, Westphal wprowadził eponim choroby Thomsena.

## Prace
- De dipsomania. Kiel, 1839
- Ueber Krankheit und Krankheitsverhältnisse aus Island und den Feröer-Inseln. Ein Beitrag sur med. Geographie. Nach dänischen Originalarbeiten von P. A. Schleisner, Esricht, Panum und Manicus. Schleswig, 1855
- Eine Vergiftung mit dem Blumen der gemeinen Bauernrose, Paeonia orientalis. Zeitschrift für die gesammte Medicin 42
- Ueber die Berauschungsmittel der Menschen in culturhistorische und physiologische Beziehung. Zeitschrift für die gesammte Medicin 44
- Ueber Cinchoninum suphuricum. Zeitschrift für die gesammte Medicin 47
  - to samo w: Ugeskrift for Læger (1863)
- Ein Fall von Abtreibung der Leibesfrucht, nebst Bemerkungen über verschied. volkstümliche Emmenagoga und Abortivmittel. Vierteljahrsschrift für gerichtliche und öffentliche Medicin (1865)
- Eine Vergiftung mit Campher. Viertejahrsschrift für gerichtliche und öffentliche Medicin (1866)
- Tonische Krämpfe in willkurlich beweglichen Muskeln in Folge von vererbter psychischer Disposition. (Ataxia muscularis?)[3]. (1876)
- Zur Thomsen’schen Krankheit. Brief an Prof. M. Bernhardt. Centralblatt für Nervenheilkunde, Psychiatrie und gerichtliche Psychopathologie (1865)
- Beobachtungen über die Trunksucht und ihre Erblichkeit[4]. (1886)
- Nachträgliche Bemerkungen über Myotonia congenita (Strümpell), Thomsen’sche Krankheit (Westphal)[5]. (1892)